# Mathias Goeritz
Mathias Goeritz, także Werner Mathias Goeritz Brunner (ur. 4 kwietnia 1915 w Gdańsku, zm. 4 sierpnia 1990 w Meksyku) – niemiecki malarz i rzeźbiarz, tworzący w Meksyku.
Studiował filozofię i historię sztuki w Berlinie, gdzie w 1940 otrzymał tytuł doktora. W 1941 musiał uciekać z nazistowskich Niemiec. Przeniósł się do Maroka Hiszpańskiego, gdzie do 1944 pracował jako nauczyciel. Pod koniec II wojny światowej powrócił do Europy i osiadł w Hiszpanii, gdzie poświęcił się malarstwu. Związał się z tamtejszą artystyczną awangardą, a w 1948 został współzałożycielem grupy Escuela de Altamira. W 1949 wyjechał do Meksyku, aby objąć posadę profesora na uniwersytecie w Guadalajarze, którą sprawował do 1954.